# ハートル＝ホーキングの境界条件
ハートル＝ホーキングの境界条件 （ハートル＝ホーキングのきょうかいじょうけん、英: Hartle-Hawking boundary condition）は、どのように宇宙が始まったのかの謎を解くことを目的とした、理論物理学における概念である。ジェームス・ハートルとスティーヴン・ホーキングにちなんで名付けられた。ハートル＝ホーキングの無境界仮説とも。
この境界条件を満たす宇宙の波動関数（ハートル＝ホーキング波動関数）は、ファインマンの経路積分により計算される。
ハートル＝ホーキング波動関数は、正確には、量子重力理論のヒルベルト空間における、波動汎関数を記述する仮説的な状態ベクトルである。
ハートル＝ホーキング波動関数の正確な式は、境界上に誘導される計量（induced metric）に関するハートル＝ホーキングの境界条件を満たす、あらゆるD次元幾何に関する経路積分で表される。結果として、境界である（D-1）次元のコンパクト多様体上の計量テンソルの汎関数となる（Dは時空の次元）。
このような宇宙の波動関数は、ホイーラー・ドウィット方程式を満足することが知られている。

## 関連書籍
- Hawking, Hertog, and Reall, "Brane New World", Phys. Rev. D62（2000） 043501.
- J. Hartle and S. W. Hawking, "Wave function of the universe", Phys. Rev. D28, 2960（1983）.